# Ignacio Garriga
Ignacio Garriga Vaz da Conceição (San Cugat del Vallés, 5 de febrero de 1987) es un odontólogo y político español, miembro del comité ejecutivo nacional de Vox. Ha sido diputado en el Congreso por Barcelona en las legislaturas xiii y xiv. Desde octubre de 2022 es el secretario general de la organización.

## Biografía
Segundo de los dos hijos del matrimonio formado por Rafael Garriga Kuijpers (de ascendencia belga) y Clotilde Vaz da Conceição Morlay (de origen ecuatoguineano), está casado y es padre de cuatro hijos. Estudió en La Farga —escuela concertada vinculada al Opus Dei—; es asimismo miembro supernumerario de dicha prelatura católica. Ha ejercido de profesor en la Facultad de Odontología de la Universidad Internacional de Cataluña.
Ha impartido charlas en lugares como el Club Empel de Barcelona, sucesor del Casal Tramuntana, punto de encuentro de jóvenes de ideología de extrema derecha.

### Trayectoria política
Se afilió al Partido Popular al cumplir los 18 años, en 2005. Perteneciente al sector del PP catalán «renovador» surgido en torno a Montserrat Nebrera, abandonó el partido tras la derrota interna de esta frente al de Alicia Sánchez-Camacho. De cara a las elecciones al Parlamento de Cataluña de 2010 concurrió como número 18 por Barcelona de la lista del partido Alternativa de Govern liderado por Nebrera, sin conseguir escaño. Garriga ingresó en Vox en 2014.
Debido a ser el único político mulato conocido en el partido, a veces se lo describe como el «negro de Vox» o el «hombre negro de Vox», aunque Garriga rechaza esta etiqueta. A pesar de la postura contra la inmigración ilegal de su partido político, Garriga ha hecho comentarios en apoyo de los inmigrantes en España, ya que él mismo es de ascendencia inmigrante, aunque apoya la deportación obligatoria de inmigrantes ilegales. De igual manera, Ignacio Garriga ha afirmado que «Vox es un partido humanista cristiano». Mientras se identifica «orgullosamente» como catalán, Garriga está fuertemente en contra del movimiento independentista en Cataluña.
Ingresó como diputado en las Cortes Generales, en la xiii legislatura, después de figurar como cabeza de lista de Vox por Barcelona en las elecciones del 28 de abril de 2019 y ser elegido. Consagró su reelección en el mismo escaño, repitiendo nuevamente como primero de Vox en Barcelona, en los comicios del 10 de noviembre del mismo año, formando parte de la xiv legislatura.
Presentó la moción de censura del Grupo Parlamentario de Vox en el Congreso de los Diputados a Pedro Sánchez en octubre de 2020 (XIV legislatura).
Fue designado por su partido como candidato a la presidencia de la Generalidad de cara a las elecciones al Parlamento de Cataluña de febrero de 2021. En la elección, Vox consiguió 11 escaños y se perfiló como la cuarta fuerza política en el parlamento catalán. El resultado obtenido por Garriga al frente de Vox supuso un sorpasso a las demás fuerzas políticas de derecha de ámbito nacional en Cataluña.
El 6 de octubre de 2022 el Comité Ejecutivo Nacional le nombra secretario general del partido tras destituir a Javier Ortega Smith.
Durante la campaña para las elecciones generales de 2023 protagonizó una polémica al ser denunciado por un activista por un intento de agresión al enfrentarse a unos manifestantes independentistas y activistas por los derechos de las personas LGBT+ que protestaban contra su partido en un mitin en Badalona.
Posteriormente, el 27 de enero de 2024, tras la reelección de Santiago Abascal como presidente de Vox, este dejaría a Garriga como vicepresidente (único) y secretario general del Partido.

### Denuncia exdiputada de VOX
En abril de 2024 fue denunciado por una diputada de su partido ante la Oficina Antifraude de Cataluña por "irregularidades contables" al cargar sus gastos personales al grupo parlamentario catalán.
El Parlamento de Cataluña confirmó en junio de 2024 que Garriga facturó cerca de 39 500 euros al propio partido desde 2021 diferentes gastos que iban desde las cuotas del colegio de sus hijos a facturas de restaurantes y supermercados.
La Fiscalía archivó "de plano" la denuncia de una exdiputada de Vox en Cataluña contra el líder autonómico del partido al no ver delito ni en los gastos de la tarjeta ni en cobrar servicios al Parlament

### Malversación de fondos y apropiación indebida
En febrero de 2025 fue denunciado ante la Oficina Antifraude de Cataluña por La exdiputada de Vox Isabel Lázaro por un posible caso de malversación de fondos públicos al pagar, él y su primo, servicios prestados ficticios y girar facturas de la cuenta de asignaciones económicas para gastos personales. La suma presuntamente malversada ascendería a 191.000 euros, agravado por haberlo hecho "con evidente ánimo de lucro y de forma continuada" entre los años 2021 y 2023.